# Parti nationaliste breton
 (juin 2018).
- Si vous ne connaissez pas le sujet, laissez ce bandeau (vous pouvez alors contacter les auteurs).
- Si vous supprimez le contenu mis en cause (vous pouvez préalablement contacter les auteurs),

argumentez précisément cette suppression dans la page de discussion
(un manque de référence n'est pas un argument ; une recherche réelle de référence doit avoir été effectuée, être formellement documentée).
Pour les articles homonymes, voir PNB.

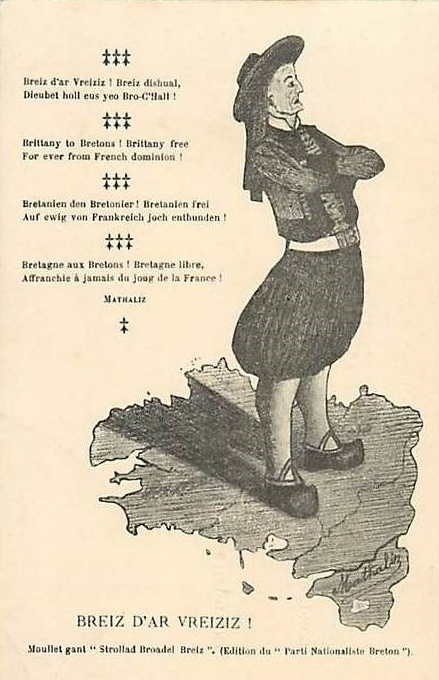
Affiche du Parti nationaliste breton réclamant « Bretagne aux Bretons ! Bretagne libre, affranchie à jamais du joug de la France ! »

Le Parti nationaliste breton (PNB) est un parti politique nationaliste breton qui a existé de 1911 à 1914.

## Création
Il a été fondé en octobre 1911 sous le patronage d'un comité de sept membres dont : Camille Le Mercier d'Erm, Louis Napoléon Le Roux, Georges Le Rumeur, le Dr Édouard Guéguen, Émile Masson, Yves Tillenon. À cette époque, le PNB va rassembler l’essentiel du mouvement politique breton, même s’il existe déjà d’autres groupements comme le Bleun-Brug (Fleur de bruyère) créé en 1905 par l'abbé Jean-Marie Perrot avec sa revue Feiz ha Breiz (« Foi et Bretagne ») qui existe depuis 1899. Ce mouvement pose les bases d'un nationalisme breton. Le PNB de l'époque regroupe des tendances radicales, libertaires et de gauche, ainsi que de droite conservatrice.
À sa création, il met au point et publie un manifeste et propose comme fête nationale le 29 septembre, jour anniversaire du couronnement de Nominoë et de la victoire remportée en 1364 à Auray par Jean de Montfort sur l'armée française de Charles de Blois.

### Le manifeste du PNB
Le manifeste est publié en bilingue en 1911

« Article 4. On nous a successivement volé notre indépendance nationale, puis nos libertés et franchises provinciales, on a violé sans cesse le traité de 1532 qui assurait à notre pays ces libertés et ces franchises avec le privilège d'un Parlement et le droit de porter sur ses armes, à défaut de la couronne fermée, le bonnet d'hermine cerclé d'or (dérisoire compensation il est vrai, ce regard de ce que nous avions perdu). Depuis la Révolution française, la situation a empiré. Aujourd'hui, la sournoise persécution de nos maîtres, d'autant plus dangereuse qu'elle se dissimule et creuse des galeries souterraines dans notre vieux sol, cherche à nous arracher notre langue et nos coutumes, nos traditions civiles et religieuses, tout ce qui reste de l'ancien patrimoine national, tout ce qui fait notre orgueil et notre joie. Nous nous y opposons de toute notre force, et nous revendiquerons l'héritage de nos ancêtres. »

« Article 5. On nous croit écrasés, annihilés, assimilés, francisés. C'est faux! Il y a encore, dans l'âme bretonne, quelque chose qui résiste et qui survit, quelque chose que l'on a voulu étouffer, anéantir et qui demeure aujourd'hui aussi vivace et robuste qu'au temps de notre indépendance et cela, conscient ou inconscient, c'est le sentiment national. »

### Première manifestation
La première manifestation active de ce parti a lieu le 29 octobre 1912, lors de l'inauguration sur la place de la Mairie de Rennes du monument représentant, d'après l'artiste Jean Boucher, l'Union de la Bretagne à la France où Anne de Bretagne est agenouillée devant le roi de France. Au cours de cette manifestation, Camille Le Mercier d'Erm et André Guillemot furent appréhendés et conduits aux locaux de police municipale. Les buts de ce parti sont alors : « protester toujours et quand même contre l'oppression française ; préparer la résurrection bretonne dans ce mouvement de réprobation vis-à-vis du peuple français qui prive leur pays de l'indépendance nationale à laquelle il a droit ».

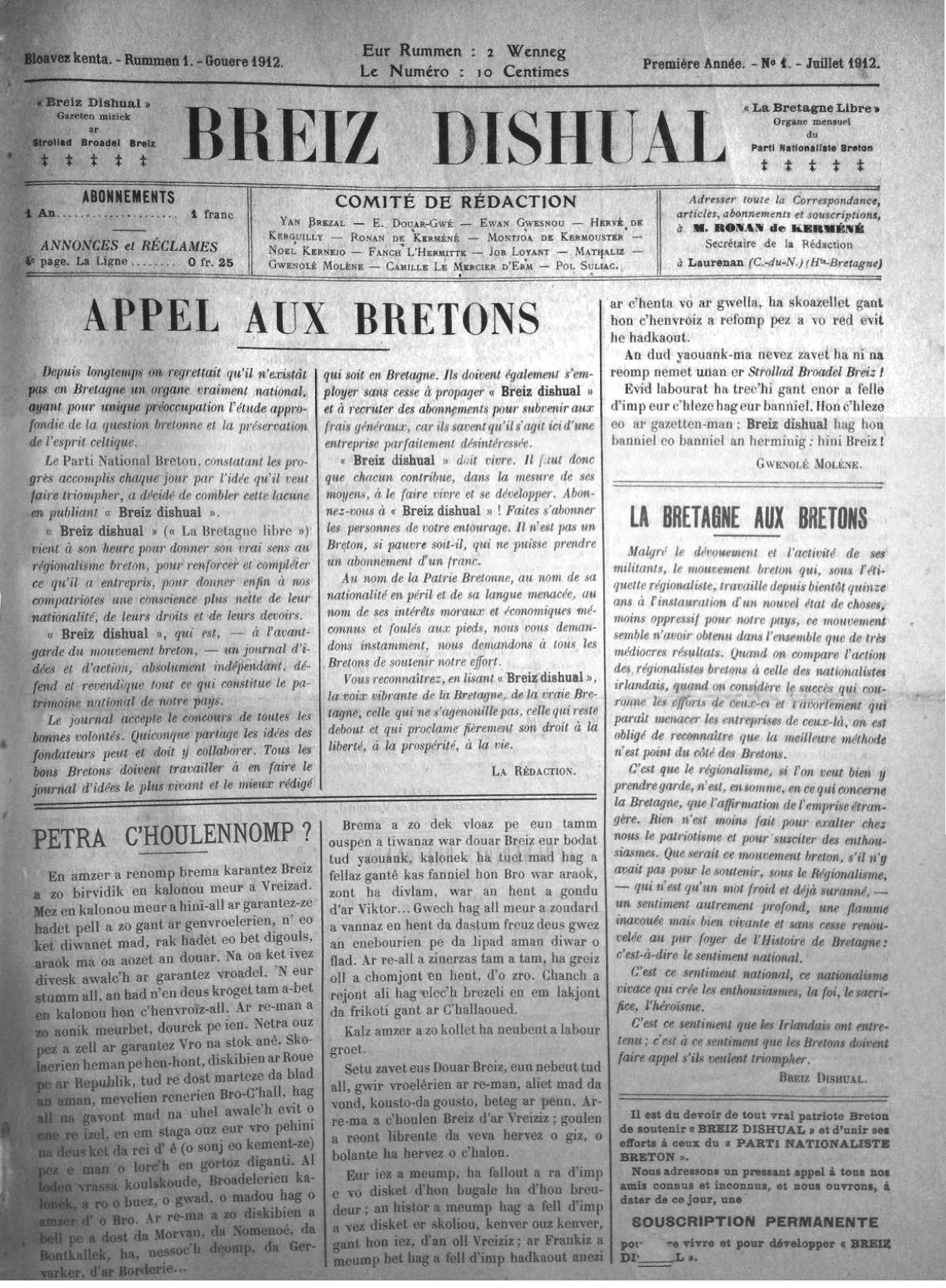
journal Breiz Dishual - no 1 juillet 1912 - page 1

## Presse associée
Breiz Dishual (Bretagne libre) est l'organe mensuel du Parti national breton et est créé en juillet 1912. Son comité de rédaction est composé de : Yann Brezal (alias Jos Le Bras), Douar-Gwé, Erwan Gwesnou, Erwan Marec (alias Hervé de Kerguilly), Ronan de Kermené, Noël Kernejo, Francis Baumel (alias Fanch L'Hermite), Job Loyant (alias J. Vadelez), Georges Le Rumeur (alias Mathaliz), Gwenolé Molene, Camille Le Mercier d'Erm, Pol Suliac, Yves Tillenon.
Une autre composition du comité de rédaction fournit les membres suivants : Douar-Gwé, Lucie Geslin, Erwan Marec (alias Hervé de Kerguilly), Samson de Kerhéol, Jean Montjoa de Kermouster, Francis Baumel (alias Fanch L'Hermite), Georges Le Rumeur (alias Mathilin Treger), Camille Le Mercier d'Erm, Pol Suliac, Job Loyant (alias J. Vadelez).
Sa publication se termine en 1914.

### Publications
- Louis Napoléon Le Roux. Pour le séparatisme la question bretonne essai précédé du manifeste Ed. du Parti National Breton - Rennes. 1911
- Camille Le Mercier d'Erm. Défense et illustration de la langue bretonne. Les éléments d'une littérature nationale. Édition du Parti Nationaliste Breton - s.l., Imprimerie Breiz Dishual. 1913.
- Camille Le Mercier d'Erm. Le barde Mathaliz (Georges Le Rumeur) : membre du gorsedd de Bretagne-armorique […] Édition du Parti Nationaliste Breton, 1913.
- Camille Le Mercier d'Erm. La question bretonne, le nationalisme et l'action française  Édition du Parti Nationaliste Breton, 1913. Rennes, Imprimerie du Journal de Rennes
- Camille Le Mercier d'Erm. Les origines du nationalisme breton. Édition du Parti Nationaliste Breton, 1914.
- Evit ar vreiziz ! = Pour les Bretons, chants de guerre" écrit par Alain Gurval et illustré par Mathaliz. Édition du Parti Nationaliste Breton. 1914.
- Camille Le Mercier d'Erm. Irlande à jamais, odes aux martyrs de 1916. Édition du Parti Nationaliste Breton - s.l. , Imprimerie Artistique de l'Ouest, Niort. 1919